# 特伦钦城门
特伦钦城门位于斯洛伐克的特伦钦，是一座六层高的城门。它可能建于15世纪初. 是一座哥特式-文艺复兴风格的城门塔楼。
16世纪末面临土耳其的威胁时，城门进一步加固，城门口设有吊桥。17世纪按照文艺复兴风格改建，从三楼以上改为八角形。1857年拆除了要塞，但保留了城门。今天，城门向公众开放，东北方向可以看到邻近的和平广场（Mierové námestie），西南方向可以看到斯拉德科维奇街（Sládkovičovu ulicu）。